# Mugur Gh. Săvescu
Mugur Gh. Săvescu (n. 1929), este un inginer român, specialist în domeniul radiocomunicațiilor. A fost profesor la Institutul Politehnic din București și a avut contribuții în domeniul analizei circuitelor electrice și electronice care lucrează cu semnale modulate în fază sau în frecvență.

## Lucrări (selecție)
- „Distorsiunile introduse de rețele electrice în cazul semnalelor modulate în frecvență” (1956)
- „Circuite electrice liniare” (1968)
- „Circuite electronice” (1974)